# The Sims 2: Open for Business
The Sims 2: Open for Business és la tercera expansió de The Sims 2. Permet els usuaris crear, modificar i gestionar negocis de tota classe, que ben poden anar de museus a restaurants, passant per botigues d'infinitat de productes i mercaderies. Fou llançat a la venda el dia 2 de març del 2006 als Estats Units. Aspyr llençà una versió del joc per a Mac Os X el dia 4 de setembre del 2006.

## Obrir un negoci
En iniciar el joc, qualsevol família de les existents al barri pot començar la seva carrera empresarial, només efectuant una trucada telefònica o navegant per Internet. Si així es desitja, el local de la família es transformarà en una parcel·la comercial elements bàsics d'un comerç, com caixes registradores, expositors, la mercaderia, un cartell d'obert-tancat (si no, el negoci es considera obert les 24h).
També hi ha la possibilitat que desitgem obtenir un negoci al barri. Per a això haurem de fer el propi des del telèfon o l'ordinador, com "adquirir un solar comunitari". Els negocis en aquests solars són diferents, car fins que no deleguem un gerent, hem de visitar-los contínuament perquè funcionin. Si la família propietària del negoci es troba al solar, els altres veïns del barri no podran acudir a ells.
A més, existeix un nou sistema d'habilitats comercials, on es pot adquirir destreses des del banc de treball i un sistema d'"ànim" pels amos comercials.
Com les dues expansions anteriors, Open for Business introdueix un nou veïnatge: el districte comercial, on hi existeix un carrer principal. Els amos dels negocis no estan restringits al districte comercial, i pot obrir-los en els seus propis barris o en el nou barri introduït en l'expansió The Sims 2: Nightlife, tot i que el manual del joc suggereix que els lots del districte comercial tenen gran trànsit pedestre, tot i que són més costosos.
Els negocis poden ésser creats a la mateixa casa d'un Sim o al districte comercial. Es poden construir des de perruqueries, floristeries, joguineries, supermercats, cafeteries fins a restaurants.
Amb la nova expansió s'inclouen nous objectes i estils per a la decoració i necessitats dels Sims. Entre ells, ascensors, quioscs de flors i caixes registradores. A més, l'usuari pot crear rams de flors, joguines i robots per afegir als que ja existeixen.
Respecte als personatges hi ha novetats, s'afegeixen nous vestits, així com nous pentinats i barrets.
Començant pel més bàsic, tenim les botigues. En elles poden vendre's infinitat de productes: la gran majoria del Mode Comprar i del Mode Construir, més alguns que podem manufacturar nosaltres mateixos als nous tallers de treball (de flors, de robòtica i de joguineria) i aliments cuinats per nosaltres (s'inclouen nous). Depenent de la mida del nostre solar, i de les nostres dots administratives i artístiques, la nostra botiga pot anar d'un basar a uns grans magatzems (també compta els diners que estiguis disposat a gastar).
- Perruqueries (o salons d'estètica): no requereixen més que una cadira d'estètica perquè els nostres Sims puguin efectuar-hi els "looks" i pentinats que més agradin. Això sí, si no es disposa del suficient talent en cosmètica la nostra creació pot acabar en un desastre...

- Restaurants: només estan disponibles en els solars comunitaris. Per fer-ne un hem d'encarregar-nos de disposar d'una cuina per a xefs, un estrat per al maître i taules amb cadires per a servir-hi els nostres clients. El restaurant exigeix una gran preparació, molt de talent culinari i personal qualificat; si no, la jugada esdevindrà contraproduent. Hi ha almenys sis plats nous per cuinar.

- Comerços tarifats per temps: com una nova dimensió en el terreny comercial, en obtenir un post expenedor de tiquets, el negoci comptarà per temps. Si els nostres clients es decideixen a entrar, el temps que romanguen dins serà el nostra guany. Llavors ens interessa que el comerç estigui el millor condicionat possible i que els visitants no vulguin anar-se'n. Aquest tipus de negocis poden incloure cybers, salons de jocs, biblioteques, museus, balnearis...

Depenent si som a casa o no, disposarem de diferents tipus d'objectes. Per exemple, no podrem vendre roba ni videojocs en una casa, ni tampoc crear-hi restaurants.

## Bonificacions
El nostre èxit dependrà d'acontentar els nostres clients. Si ho aconseguim, aquests poden guanyar estrelles de fidelitat i visitaran el nostre negoci amb més assiduïtat. Les estrelles de fidelitat ens permetran avançar el nivell del nostre negoci: pot anar des del nivell 0 al 10, tot i que també hi ha un extracte negatiu. Serà difícil avançar amb el pas del temps, però tindrà les seves recompenses: bonus de negocis. Hi ha cinc classes de bonificacions, que ens seran molt útils. Poden anar de subvencions econòmiques a una millora amb el tracte del personal i la clientela. D'igual forma, si el nostre comerç es fa famós (passarà si tenim molts clients fidels), pot donar-se el cas que un periodista ens visiti per elaborar-ne una crítica. Haurem d'esforçar-nos al màxim per complaure'l i que se'n porti una bona impressió. Si és així, guanyarem una crítica positiva al periòdic i una major onada de consumidors.
Una novetat que inclou el joc és el talent en les diferents àrees, que s'adquireix treballant en elles durant molt de temps. El grau de talent es reflectirà en les insígnies (bronze, plata i or) i és clar, en les aptituds dels nostres Sims. Ens interessa disposar de personal qualificat. Els talents són: caixa registradora, reposició, vendes, cosmètica, floristeria, joguineria i robòtica.